# 箕面市立萱野小学校
箕面市立萱野小学校（みのおしりつ かやの しょうがっこう）は、大阪府箕面市萱野2丁目7番40号にある公立小学校。

## 歴史・通学域
- 箕面市坊島、萱野（一部）、船場西（一部）。

卒業生には二つ進学先がある。箕面市坊島、萱野(一部)に住む卒業生は箕面市立第二中学校、船場西は箕面市立第五中学校に進学する。
明治7年(1874年)3月に萱野地域に白島小学校と芝小学校の2校が創立された。明治7年の児童数は84人。明治12年(1879年)2月16日、両校を合併して、新しく萱野小学校を創立した。
明治20年(1887年)4月からは萱野尋常小学校となり、明治22年(1889年)に萱野村ができると村立の小学校となった。明治26年(1893年)4月には高等科を併置し、萱野尋常高等小学校となった。
その後、昭和16年(1941年)4月には萱野国民学校と改称。昭和20年(1945年)には戦況の悪化にともない疎開児童の転入が相次ぎ、児童数も651名に急増した。そして、昭和22年(1947年)4月には箕面町立萱野小学校となり、昭和31年(1956年)に箕面市立萱野小学校となった。平成4年(1992年)から5年間かけてオープンスペースを持つ新校舎が完成した。

## 交通
- 阪急バス 「萱野小学校前」より徒歩3分。
- 北大阪急行電鉄「箕面萱野駅」より徒歩5分。